# ذئب السهوب
ذئب السهوب (الاسم العلمي: Canis lupus campestris)، المعروف أيضًا باسم ذئب بحر قزوين، هو نويع من الذئب الرمادي موطنه منطقة السهوب القزوينية ومناطق السهوب في القوقاز ومنطقة فولغا السفلى وجنوب كازاخستان شمالًا إلى منتصف نهر إمبا ومناطق السهوب في الجزء الأوروبي السفلي من الاتحاد السوفيتي السابق، وقد يوجد أيضًا في شمال أفغانستان وإيران، وربما في مناطق السهوب في أقصى شرق رومانيا والمجر ومناطق أخرى من أوروبا الشرقية. أظهرت الدراسات أن هذا الذئب هو مضيف لمرض داء الكلب. بسبب قربه من البشر والحيوانات الأليفة، فإن الحاجة إلى لقاح موثوق عالية.
أظهر روينيس وآخرون (2014) أن الذئاب في جبال القوقاز، من النوع القوقازي المفترض C. l. cubanensis، ليست متميزة جينيًا بما يكفي لتعتبر نُويعًا، ولكنها تمثل تشكل بيئي محليًا (مجموعة سكانية) لـ C. l. lupus. في كازاخستان، يقوم القرويون أحيانًا بإطعام الذئاب واستخدامها كـ"كلاب حراسة".

## المظهر
تكون أبعاده متوسطة، ويزن 35-40 كغم (77-88 رطلاً)، مما يجعله أصغر قليلاً من الذئب الأوراسي، وفراؤه أقل كثافة وخشونة وقصرًا. تكون جوانبه رمادية فاتحة، وظهره رمادي مائل إلى الصدأ أو بنيًا مع خليط قوي من الشعر الأسود. عادة لا يتجاوز طول الشعر الواقي على الكاهل 70-75 ملم. يميل فراء الذئاب السهلية في آسيا الوسطى وكازاخستان إلى أن يكون أكثر حمرة. يكون الذيل قليل الفراء. يتراوح طول الجمجمة بين 224-272 ملم وعرضها بين 128-152 ملم.
تقوم الذئاب السهلية أحيانًا بقتل الفائض من فقمة بحر قزوين.